# 옴니채널 리테일 전략
옴니채널 리테일 전략(Omnichannel retail strategy), 브릭스 앤드 클릭스(bricks and clicks), 클릭 앤드 모타르(click and mortar), WAMBAM(Web Application Meets Bricks and Mortar)는 비즈니스 모델에 쓰이는 특수용어의 하나로, 한 기업이 온라인(click)과 오프라인(brick)을 3번째 추가 플립(flip, 즉 물리 카탈로그)와 연동하는 것을 의미한다.
다수는 전화 주문과 모바일 휴대전화 앱을 제공한다든지 적어도 전화 세일즈 서포트를 제공한다.

## 역사
브릭스 앤드 클릭스 사업 모델을 운영한 사례 중 하나는 1994년 인터넷으로 주문한 피자헛 피자였다.

## 같이 보기
- 전자 비즈니스
- 사업 모형
- 경영
- 마케팅론
- 마케팅
- 경영전략론